# Ricardo Madalena
Ricardo Rossi Madalena (Santa Cruz do Rio Pardo, 5 de março de 1965) é um engenheiro civil e político brasileiro, filiado ao Partido Liberal (PL).
Nas eleições de 2018, foi reeleito deputado estadual de São Paulo com 77.554 votos.

## Biografia
Ricardo nasceu em 1965, sendo filho do ex-prefeito de Ipaussu Mario Augusto Madalena e Delourdes Rossi. É casado com Claudia Rabello Madalena e juntos tem 3 filhos.
Madalena formou-se em engenharia civil em 1988 pela UNESP na cidade de Bauru, no ano seguinte começa sua carreira profissional como Secretário de Obras de Ipaussu e Santa Cruz do Rio Pardo. Já em 1996 funda uma empresa de engenharia realizando diversas obras públicas.

Por indicação de Milton Monti assume a Superintendência do Departamento Nacional de Infraestrutura de Transportes em 2007 onde atuou até 2014, quando disputou e foi eleito para seu primeiro mandato na Assembleia Paulista. 